# Persone di nome Antonio/Scultori
| Questa pagina contiene informazioni ricavate automaticamente dalle voci biografiche con l'ausilio del template Bio e di un bot. L'aggiornamento è periodico e automatico e ricostruisce completamente la pagina. Se manca una persona in questa lista, sei pregato di non aggiungerla, ma accertati piuttosto che la sua voce biografica contenga il template Bio e che i dati anagrafici siano correttamente compilati. Se il template Bio manca, inseriscilo tu stesso o, in alternativa, metti l'avviso {{tmp\|Bio}} che ne segnala la mancanza. Se i dati riportati sono sbagliati, correggi direttamente la voce biografica; le modifiche saranno visibili in questa lista entro pochi giorni. Per chiarimenti vedi il progetto antroponimi. La lista contiene solo le 73 persone che sono citate nell'enciclopedia e per le quali è stato implementato correttamente il template Bio. Pagina aggiornata al 7 apr 2025. |

Questa è una lista di persone presenti nell'enciclopedia che hanno il nome Antonio e sono scultori.

## A(6)
- Antonio Alberghini, scultore italiano (Pieve di Cento, n. 1888 - Pieve di Cento, † 1979)
- Antonio Allegretti, scultore italiano (Cuneo, n. 1840 - Carrara, † 1918)
- Antonio da Caravaggio, scultore e medaglista italiano (Caravaggio)
- Antonio Maria Aprile, scultore svizzero (Carona - Genova)
- Antonio Argenti, scultore italiano (Viggiù, n. 1845 - Viggiù, † 1916)
- Filarete, scultore, architetto e teorico dell'architettura italiano (Firenze - Roma, † 1469)

## B(12)
- Antonio di Neri Barili, scultore, architetto e intagliatore italiano (Siena, n. 1453 - Siena, † 1517)
- Antonio Bassi, scultore italiano (Trani, n. 1889 - Trani, † 1965)
- Antonio Begarelli, scultore italiano (Modena, n. 1499 - Modena, † 1565)
- Antonio Berti, scultore e medaglista italiano (San Piero a Sieve, n. 1904 - Sesto Fiorentino, † 1990)
- Antonio Bezzola, scultore italiano (Campione d'Italia, n. 1846 - Milano, † 1929)
- Antonio Bonazza, scultore italiano (Padova, n. 1698 - † 1763)
- Antonio Bortone, scultore italiano (Ruffano, n. 1844 - Lecce, † 1938)
- Antonio Bosa, scultore italiano (Pove del Grappa, n. 1780 - Venezia, † 1845)
- Antonio Bottinelli, scultore italiano (Viggiù, n. 1827 - Viggiù, † 1898)
- Antonio Bozzano, scultore italiano (Genova, n. 1858 - Pietrasanta, † 1939)
- Antonio Bregno, scultore italiano (Claino con Osteno - Venezia)
- Antonio Brilla, scultore e pittore italiano (Savona, n. 1813 - Savona, † 1891)

## C(12)
- Antonio Calcagni, scultore italiano (Recanati, n. 1536 - Recanati, † 1593)
- Antonio Calegari, scultore italiano (Brescia, n. 1699 - Brescia, † 1777)
- Antonio Calì, scultore e pittore italiano (Catania, n. 1788 - Napoli, † 1866)
- Antonio Camaur, scultore e pittore italiano (Cormons, n. 1875 - Cormons, † 1919)
- Antonio Canepa, scultore italiano (Rapallo, n. 1850 - Genova, † 1931)
- Antonio Canova, scultore e pittore italiano (Possagno, n. 1757 - Venezia, † 1822)
- Antonio Carabelli, scultore svizzero (Obino, n. 1648 - Obino, † 1694)
- Antonio Carlini, scultore e pittore italiano (Treviso, n. 1853 - Treviso, † 1945)
- Antonio Carloni, scultore e architetto svizzero (Rovio, n. 1470 - Genova)
- Antonio Carminati, scultore italiano (Brembate di Sotto, n. 1859 - Milano, † 1908)
- Antonio Contin, scultore e architetto svizzero (Lugano, n. 1566 - Venezia, † 1600)
- Antonio Corradini, scultore italiano (Venezia, n. 1688 - Napoli, † 1752)

## D(8)
- Antonio D'Andrea, scultore italiano (Lecce, n. 1908 - Lecce, † 1955)
- Antonio D'Este, scultore italiano (Burano, n. 1755 - Roma, † 1837)
- Antonio Dal Favero, scultore e pittore italiano (Vittorio Veneto, n. 1842 - Vittorio Veneto, † 1908)
- Antonio Dal Zotto, scultore italiano (Venezia, n. 1841 - Venezia, † 1918)
- Antonio De Francesco, scultore italiano (Giarre, n. 1875 - Catania, † 1963)
- Tamagnino, scultore italiano (Osteno - Porlezza)
- Antonio da Morbegno, scultore italiano
- Antonio da Ponte, scultore e carpentiere italiano (n. 1512 - Venezia, † 1597)

## F(2)
- Antonio Federighi, scultore e architetto italiano (Siena - Siena, † 1483)
- Antonio Frilli, scultore italiano († 1902)

## G(5)
- Antonio Gai, scultore italiano (Venezia, n. 1686 - Venezia, † 1769)
- Antonio Garella, scultore italiano (Ferrara, n. 1863 - Firenze, † 1919)
- Antonio Gentili, scultore e orafo italiano (Faenza, n. 1519 - Roma, † 1609)
- Antonio Ghini, scultore italiano (Siena)
- Antonio Giorgetti, scultore italiano (Roma, n. 1635 - Roma, † 1669)

## L(5)
- Antonio Giovanni Lanzirotti, scultore italiano (Napoli, n. 1830 - † 1921)
- Antonio León Ortega, scultore spagnolo (Ayamonte, n. 1907 - Huelva, † 1991)
- Aleijadinho, scultore, intagliatore e architetto brasiliano (Ouro Preto, n. 1730 - Ouro Preto, † 1814)
- Antonio Lombardo, scultore e architetto italiano (Venezia, n. 1458 - Ferrara, † 1516)
- Antonio Lorenzi, scultore italiano (Settignano - Firenze, † 1583)

## M(4)
- Antonio Mangiacavalli, scultore italiano
- Antonio Mantegazza, scultore italiano (Pavia - † 1495)
- Antonio Minello, scultore italiano (Padova - Venezia, † 1529)
- Antonio Montanino, scultore italiano (San Zeno Naviglio - Brescia)

## N(1)
- Antonio Novelli, scultore italiano (Castelfranco di Sotto, n. 1599 - Firenze, † 1662)

## P(5)
- Antonio Paradiso, scultore italiano (Santeramo in Colle, n. 1936)
- Antonio Pardini, scultore e architetto italiano (Pietrasanta - Lucca, † 1419)
- Antonio Pasquali, scultore italiano (Verona, n. 1780 - † 1847)
- Antonio Pino da Bellagio, scultore e incisore italiano (Bellagio, n. 1625)
- Antonio Prone, scultore italiano (Carrara)

## R(4)
- Antonio Ranocchia, scultore italiano (Marsciano, n. 1915 - Perugia, † 1989)
- Antonio Rizzo, scultore e architetto italiano (Osteno - Cesena, † 1499)
- Antonio Rossellino, scultore italiano (Settignano, n. 1427 - Firenze, † 1479)
- Antonio Rossetti, scultore italiano (Milano, n. 1819 - † 1889)

## S(2)
- Antonio Sciortino, scultore maltese (Żebbuġ, n. 1879 - La Valletta, † 1947)
- Antonio Spazzi, scultore italiano (Alta Valle Intelvi, n. 1770 - Verona, † 1848)

## T(4)
- Antonio Tantardini, scultore italiano (Milano, n. 1829 - Milano, † 1879)
- Antonio Tarsia, scultore italiano (Venezia - Venezia, † 1739)
- Antonio Tironi, scultore e pittore italiano (Bergamo - † 1528)
- Antonio Tortone, scultore italiano (Carmagnola)

## U(1)
- Antonio Ugo, scultore e medaglista italiano (Palermo, n. 1870 - Palermo, † 1950)

## V(1)
- Antonio Vanella, scultore italiano (Carrara - † 1523)

## X(1)
- Antonio Ximenes, scultore e disegnatore italiano (Palermo, n. 1827 - Roma, † 1896)